# So Simple
«So Simple» —en español: «Tan Simple»— es una canción de la cantante norteamericana Stacie Orrico, lanzado como segundo sencillo de su tercer álbum de estudio, Beautiful Awakening. La canción fue producida por Dwayne Bastiany.

## Información de la canción
"So Simple", musicalmente sigue la dirección marcada por el primer sencillo del álbum "I'm Not Missing You", una mezcla de pop y r&b.

True to life, True to me, Way it's got to be, (So simple, so simple, so simple... yeah). Live to love, love to be, absolutely free, (So simple, so simple, simple... simply me).

En español: 

Fiel a la vida, fiel a mí, forma en que tiene que ser, (Tan simple, tan simple, tan simple ... sí). Vivir para amar, amar para ser, absolutamente libre, (Tan simple, tan simple, sencillo ... simplemente yo).

El sencillo fue estrenado el 26 de enero de 2007 en Europa y Australia. Ya se encaontraba sonando en Asia en octubre de 2006.

## Video musical
El video musical de "So Simple" fue dirigido por Ray Kay, quien ha dirigido videos para artistas como Nick Lachey, Destiny's Child  y Melanie C. El video fue filmado en Calabasas, California entre el 8 y 9 de septiembre de 2006.
Ray Kay describió el video de "So Simple":

Básicamente vamos a estar en este falso mundo estilizado en el principio del vídeo, a continuación, vamos a romper todo y mostrar el verdadero Stacie en medio de la naturaleza.

El director del video, Ray Kay estrenó "So Simple" en línea a finales de octubre de 2006 en YouTube.

## Canciones
European Maxi CD
1. «So Simple»
2. «I'm Not Missing You» (Jason Nevins Urban Remix Radio Edit)
3. «Is It Me» (feat. Bossman)

## Posicionamiento
| Listas               | Posición |
| -------------------- | -------- |
| Tokio Hot 100        | 68       |
| Czech TV OCKO Top 25 | 18       |